# Any Number Can Win
| Recensione    | Giudizio |
| ------------- | -------- |
| AllMusic      |          |
| Record Mirror |          |

Any Number Can Win è un album dell'organista jazz statunitense Jimmy Smith, pubblicato dalla casa discografica Verve Records nell'ottobre del 1963.

## Tracce

### LP
Lato A
1. You Came a Long Way from St. Louis – 4:20 (testo: Bob Russell – musica: John Brooks) – Registrato il 10 luglio 1963 a New York (o) al Van Gelder Studio, Englewood Cliffs, New Jersey
2. The Ape Women – 3:21 (musica: Lalo Schifrin) – Registrato il 17 luglio 1963 a New York (o) al Van Gelder Studio, Englewood Cliffs, New Jersey
3. Georgia on My Mind – 2:27 (testo: Stuart Gorrell – musica: Hoagy Carmichael) – Registrato il 25 luglio 1963 al Bell Sound Studios, New York
4. G'won Train – 4:20 (musica: Patti Bown) – Registrato il 10 luglio 1963 a New York (o) al Van Gelder Studio, Englewood Cliffs, New Jersey
5. Theme from "Any Number Can Win" – 2:39 (musica: Michel Magne) – Registrato il 25 luglio 1963 al Bell Sound Studios, New York

Lato B
1. What'd I Say – 2:45 (Ray Charles) – Registrato il 29 luglio 1963 al A&R Studios, New York
2. The Sermon – 7:35 (musica: Jimmy Smith) – Registrato il 29 luglio 1963 al A&R Studios, New York
3. Ruby – 2:19 (testo: Mitchell Parish – musica: Heinz Roemheld) – Registrato il 25 luglio 1963 al Bell Sound Studios, New York
4. Tubs – 2:50 (musica: Jimmy Smith) – Registrato il 10 luglio 1963 a New York (o) al Van Gelder Studio, Englewood Cliffs, New Jersey
5. Blues for C. A. – 3:43 (musica: Jimmy Smith) – Registrato il 17 luglio 1963 a New York (o) al Van Gelder Studio, Englewood Cliffs, New Jersey

- Sulle note di retrocopertina dell'album originale il luogo di registrazione indicato è New York, ma altre fonti riportano che nelle date del 10 e 17 luglio 1963 il luogo di registrazione è il Van Gelder Studio di Englewood Cliffs (New Jersey)[5]

## Musicisti
You Came a Long Way from St. Louis / G'won Train / Tubs
- Jimmy Smith – organo
- Kenny Burrell – chitarra
- Jimmy Maxwell – tromba
- Joe Newman – tromba
- Charlie Shavers – tromba
- Kai Winding – trombone
- Jimmy Cleveland – trombone
- Melba Liston – trombone
- Paul Faulise – trombone
- Jerry Dodgion – sassofono
- Marvin Holladay – sassofono
- Budd Johnson – sassofono
- Seldon Powell – sassofono
- Phil Woods – sassofono
- Herb Lovelle – batteria
- George Devens – percussioni
- Art Davis – contrabbasso
- Claus Ogerman – arrangiamenti e conduttore orchestra (brani: You Came a Long Way from St. Louis e Tubs)
- Billy Byers – arrangiamenti (brano: G'won Train)

The Ape Women / Blues for C. A.
- Jimmy Smith – organo
- Kenny Burrell – chitarra
- Jimmy Maxwell – tromba
- Joe Newman – tromba
- Snooky Young – tromba
- Kai Winding – trombone
- Jimmy Cleveland – trombone
- Melba Liston – trombone
- Paul Faulise – trombone
- Jerry Dodgion – sassofono
- Marvin Holladay – sassofono
- Budd Johnson – sassofono
- Seldon Powell – sassofono
- Phil Woods – sassofono
- Herb Lovelle – batteria
- George Devens – percussioni
- Art Davis – contrabbasso
- Bob Bushnell (accreditato come "Bob Bushness") – basso Fender

Georgia on My Mind / Any Number Can Win / Ruby
- Jimmy Smith – organo
- Kenny Burrell – chitarra
- Billy Mure – chitarra
- Vince Gambella – chitarra
- Joe Newman – tromba
- James Sedlar – tromba
- Jerome Richardson – sassofono
- Budd Johnson – sassofono
- Milt Hinton – contrabbasso
- Bob Bushnell (accreditato come "Bob Bushness") – basso Fender
- Bobby Donaldson – batteria
- Doug Allen – percussioni
- Art Marotti – percussioni

What'd I Say / The Sermon
- Jimmy Smith – organo
- Kenny Burrell – chitarra
- George Duvivier – contrabbasso
- Mel Lewis – batteria

Note aggiuntive
- Creed Taylor – produttore
- Registrazioni effettuate il 10, 17, 25 e 29 luglio 1963 a New York
- Murray Laden – foto copertina frontale album originale
- Al Clarke – note retrocopertina album originale [6]

## Classifica
Album
| Anno | Classifica    | Posizione raggiunta |
| ---- | ------------- | ------------------- |
| 1963 | Billboard 200 | 25                  |

Singoli
| Anno | Titolo del brano                | Classifica        | Posizione raggiunta |
| ---- | ------------------------------- | ----------------- | ------------------- |
| 1963 | Theme from "Any Number Can Win" | Billboard Hot 100 | 96                  |